# Metopius discolor
Metopius discolor là một loài tò vò trong họ Ichneumonidae.